# Harley Quinn Smith

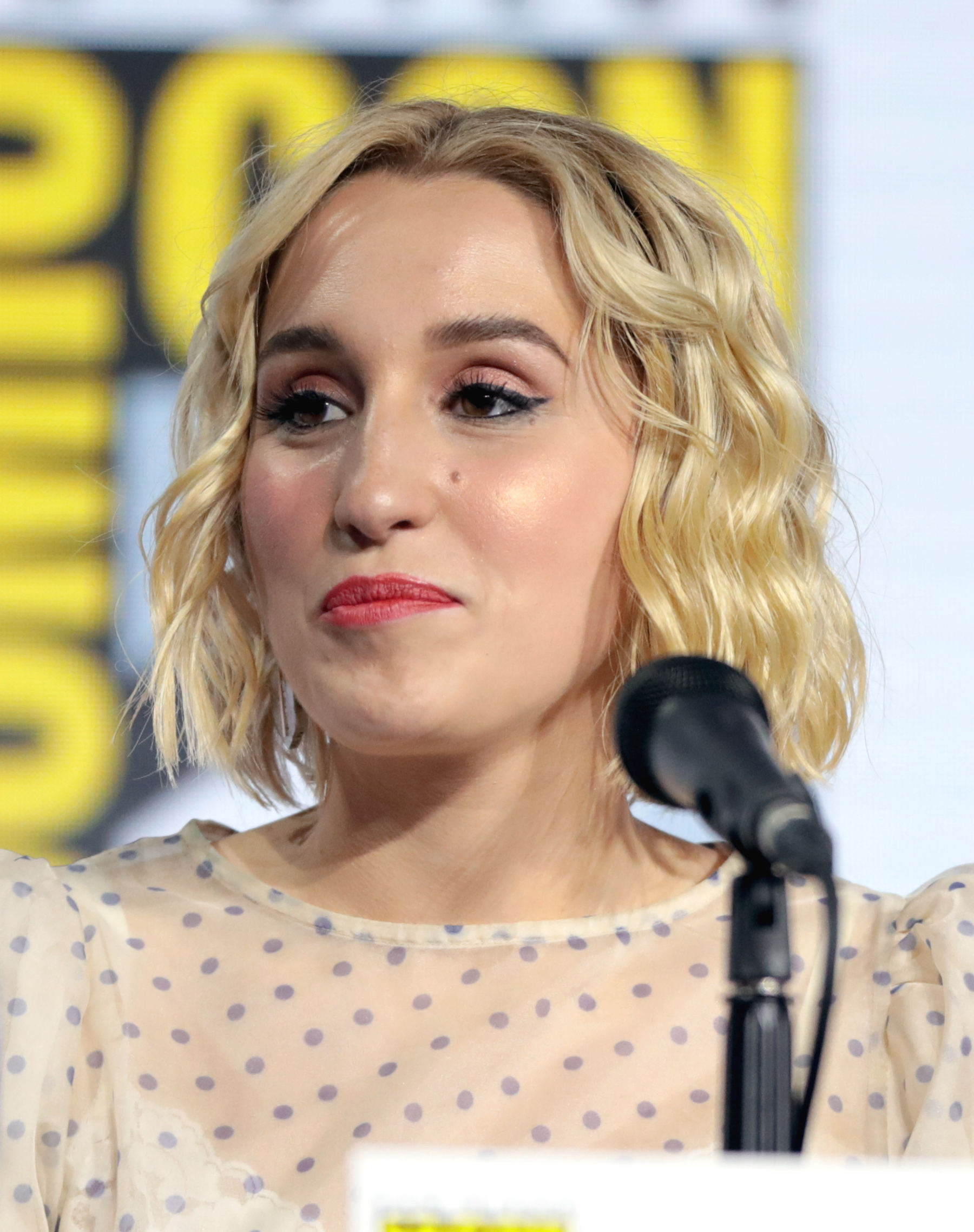
Harley Quinn Smith (2019)

Harley Quinn Smith (* 26. Juni 1999 in Red Bank, New Jersey) ist eine US-amerikanische Schauspielerin.

## Frühe Jahre
Harley Quinn Smith wurde als Tochter des US-Schauspielers und Filmemachers Kevin Smith und dessen Ehefrau, der Schauspielerin Jennifer Schwalbach Smith, in Red Bank, New Jersey, geboren. Ihre Eltern wählten den Namen in Anlehnung an die DC-Comics-Figur Harley Quinn. Noch im Kindesalter zogen ihre Eltern mit ihr nach Los Angeles in Kalifornien, wo sie 2017 die Archer School for Girls erfolgreich abschloss.

## Karriere
Gemeinsam mit ihren Eltern stand Smith erstmals im Alter von zwei Jahren für den Film Jay und Silent Bob schlagen zurück vor der Kamera. Es folgten kleine Rollen in Jersey Girl aus dem Jahr 2004 und in Clerks 2 aus dem Jahr 2006, die beide von ihrem Vater inszeniert wurden. Einige Jahre später arbeitete sie erneut mit ihrem Vater zusammen, diesmal am Horrorfilm Tusk aus dem Jahr 2014. Ihre Rolle darin stellte sie auch 2016 in der Fortsetzung Yoga Hosers dar.
2018 war sie als Lindsey im Film All These Small Moments zu sehen, welcher auf dem Tribeca Film Festival uraufgeführt wurde. 2019 spielte sie die Rolle der Frogie in Quentin Tarantinos True-Crime-Drama Once Upon a Time in Hollywood.
Neben ihren Filmauftritten war Smith bislang auch in einigen Serien als Gastdarstellerin zu sehen und zu hören, etwa in Supergirl und All Night.

## Sonstiges
Seit dem Kindergarten ist sie eng mit Lily-Rose Depp, der Tochter von Johnny Depp, befreundet. Sie ernährt sich vegan.

## Filmografie (Auswahl)
- 2001: Jay und Silent Bob schlagen zurück (Jay and Silent Bob Strike Back)
- 2004: Jersey Girl
- 2006: Clerks 2 (Clerks II)
- 2014: Tusk
- 2016: Yoga Hosers
- 2016: Holidays
- 2016: Hollyweed (Fernsehfilm)
- 2017: Supergirl (Fernsehserie, Episode 2x09)
- 2018: All These Small Moments
- 2018: All Night (Fernsehserie, 4 Episoden)
- 2019: Once Upon a Time in Hollywood
- 2019: Jay and Silent Bob Reboot
- 2020: Day by Day (Fernsehserie, Episode 1x12)
- 2021: Cruel Summer (Fernsehserie, 10 Episoden)
- 2021: Swiss and Lali Hijack Hollywood (Fernsehserie, Episode 1x09)
- 2022: Killroy Was Here
- 2022: Student Body
- 2022: Clerks III
- 2024: The 4:30 Movie